# Stephen Hodge
Pour les articles homonymes, voir Hodge.
Stephen Hodge, né le 18 juillet 1961 à Adelaïde, est un coureur cycliste australien, professionnel de 1987 à 1996. Il est par la suite devenu vice-président de la Fédération australienne de cyclisme, poste qu'il occupe jusqu'à sa démission en octobre 2012. Cette démission fait suite à ses aveux de dopage au cours de sa carrière professionnelle.

## Palmarès
- 1985
  - Grand Prix des Nations amateurs (contre-la-montre)
  - 3e du Grand Prix Guillaume Tell
- 1986
  - The Examiner Tour of the North
  - Giro del Mendrisiotto
  - 2e du Grand Prix de Lugano
  - 2e du Tour du Stausee
- 1987
  - 2e de la Clásica de Sabiñánigo
  - 2e de la Prueba Villafranca de Ordizia
- 1988
  - Grand Prix Raymond Impanis
- 1989
  - 11e étape du Herald Sun Tour
  - 2e du Herald Sun Tour
- 1990
  - Clásica a los Puertos
- 1991
  - 3e étape du Tour de Romandie
  - Mazda Tour :
    - Classement général
    - 3e étape

  - 3e du Tour du Trentin
  - 8e du Grand Prix des Nations
  - 8e du championnat du monde sur route
- 1992
  - 1re étape du Critérium International
  - 3e du Tour d'Émilie
  - 10e du Tour de Lombardie
- 1993
  - Mémorial Manuel Galera
  - 2e du Grand Prix des Nations
- 1994
  - 13e étape du Herald Sun Tour
- 1996
  - Tour de Tasmanie :
    - Classement général
    - 3e étape (contre-la-montre)

  - 5eb étape du Trophée Joaquim-Agostinho
  - 7e et 10ea étapes du Herald Sun Tour
  - 2e du Herald Sun Tour

## Résultats sur les grands tours

### Tour de France
6 participations
- 1989 : 83e
- 1990 : 34e
- 1991 : 67e
- 1992 : 93e
- 1994 : 83e
- 1995 : 64e

### Tour d'Italie
4 participations
- 1990 : 19e
- 1991 : 26e
- 1995 : 85e
- 1996 : 76e

### Tour d'Espagne
4 participations
- 1992 : 26e
- 1993 : 85e
- 1994 : 31e
- 1996 : 76e